# William Ronald Heyer
William Ronald Heyer (Bellingham, 1941 – Arlington, 2023. október 8.) amerikai herpetológus. A Dél-kaliforniai Egyetemen 1969-ben szerzett doktori címet. 1973-tól 2013-as nyugdíjba vonulásáig a washingtoni Smithsonian Intézet Természetrajzi Múzeumának kétéltűekkel és hüllőkkel foglalkozó osztályának gyűjteményi vezetője volt. Zoológiai szakmunkákban nevének rövidítése: „Heyer”.

## A tiszteletére elnevezett taxonok
- Lepidoblepharis heyerorum (Vanzolini, 1978)[5]
- Noblella heyeri (Lynch, 1986)
- Scinax heyeri (Peixoto et Weygoldt in Weygoldt, 1986)
- Hylodes heyeri Haddad, Pombal & Bastos, 1996
- Leptodactylus heyeri Boistel, De Massary, & Angulo, 2006
- Osteocephalus heyeri Lynch, 2002

## Az általa leírt taxonok
- Barycholos
- Cycloramphus bandeirensis
- Cycloramphus boraceiensis
- Cycloramphus carvalhoi
- Cycloramphus catarinensis
- Cycloramphus cedrensis
- Cycloramphus izecksohni
- Cycloramphus jordanensis
- Cycloramphus lutzorum
- Cycloramphus migueli
- Cycloramphus mirandaribeiroi
- Cycloramphus rhyakonastes
- Cycloramphus valae
- Hyla hylax
- Hyla pauiniensis
- Hylodes babax
- Hylodes charadranaetes
- Hylodes phyllodes
- Hylodes vanzolinii
- Paracrinia
- Phyllonastes
- Phyzelaphryne miriamae
- Pristimantis dundeei
- Rheobatrachidae
- Rupirana cardosoi
- Thoropa saxatilis
- Vanzolinius discodactylus